# Società Sportiva Murata 2007-2008
Questa voce raccoglie le informazioni riguardanti la Società Sportiva Murata nelle competizioni ufficiali della stagione 2007-2008.

## Stagione
La squadra prende parte alle qualificazioni per la UEFA Champions League 2007-2008 venendo eliminata al primo turno dai finlandesi del Tampere United.

## Rosa
| N. |                       | Ruolo | Calciatore            |
| -- | --------------------- | ----- | --------------------- |
|    | Italia (bandiera)     | P     | Cristiano Scalabrelli |
|    | Brasile (bandiera)    | D     | Aldair                |
|    | San Marino (bandiera) | D     | Daniele Bacciocchi    |
|    | San Marino (bandiera) | D     | Fabio Bollini         |
|    | Italia (bandiera)     | D     | Pasquale D'Orsi       |
|    | San Marino (bandiera) | D     | Nicola Raschi         |
|    | San Marino (bandiera) | D     | Fabio Vitaioli        |
|    | San Marino (bandiera) | C     | Federico Donati       |

| N. |                       | Ruolo | Calciatore        |
| -- | --------------------- | ----- | ----------------- |
|    | Italia (bandiera)     | C     | Roberto Teodorani |
|    | San Marino (bandiera) | C     | Carlo Valentini   |
|    | San Marino (bandiera) | C     | Alex Gasperoni    |
|    | Italia (bandiera)     | C     | Fabio Vannoni     |
|    | Italia (bandiera)     | A     | Massimo Agostini  |
|    | San Marino (bandiera) | A     | Nicola Albani     |
|    | San Marino (bandiera) | A     | Manuel Marani     |
|    | San Marino (bandiera) | A     | Cristian Protti   |